# Tandanus tandanus
Tandanus tandanus är en fiskart som först beskrevs av Mitchell, 1838.  Tandanus tandanus ingår i släktet Tandanus och familjen Plotosidae. Inga underarter finns listade i Catalogue of Life.